# Clément Lefert
Clément Lefert (Nice, 26 de setembro de 1987) é um nadador francês.
Nos Jogos Olímpicos de Pequim em 2008, ficou em 11º lugar nos 4x200 m livres. Em Londres 2012, ganhou a medalha de ouro no revezamento 4x100 m livres francês.